# Viola blandiformis
Viola blandiformis är en violväxtart som beskrevs av Takenoshin Nakai. Viola blandiformis ingår i släktet violer, och familjen violväxter. Inga underarter finns listade i Catalogue of Life.